# كويكوي
كويكوى (بالإنجليزية: Kwekwe)‏ هي مدينة تتبع Kwekwe District ‏ . بلغ عدد سكانها 93072 نسمة

## المناخ
يظهر الجدول التالي التغييرات المناخية على مدار السنة لكويكوى:
| البيانات المناخية لـكويكوى              | البيانات المناخية لـكويكوى | البيانات المناخية لـكويكوى | البيانات المناخية لـكويكوى | البيانات المناخية لـكويكوى | البيانات المناخية لـكويكوى | البيانات المناخية لـكويكوى | البيانات المناخية لـكويكوى | البيانات المناخية لـكويكوى | البيانات المناخية لـكويكوى | البيانات المناخية لـكويكوى | البيانات المناخية لـكويكوى | البيانات المناخية لـكويكوى | البيانات المناخية لـكويكوى |
| الشهر                                   | يناير                      | فبراير                     | مارس                       | أبريل                      | مايو                       | يونيو                      | يوليو                      | أغسطس                      | سبتمبر                     | أكتوبر                     | نوفمبر                     | ديسمبر                     | المعدل السنوي              |
| --------------------------------------- | -------------------------- | -------------------------- | -------------------------- | -------------------------- | -------------------------- | -------------------------- | -------------------------- | -------------------------- | -------------------------- | -------------------------- | -------------------------- | -------------------------- | -------------------------- |
| متوسط درجة الحرارة الكبرى °م (°ف)       | 28.4 (83.1)                | 28.2 (82.8)                | 28.3 (82.9)                | 27.6 (81.7)                | 25.5 (77.9)                | 25.5 (77.9)                | 23.3 (73.9)                | 26.0 (78.8)                | 29.5 (85.1)                | 31.1 (88.0)                | 29.5 (85.1)                | 28.3 (82.9)                | 27.6 (81.7)                |
| متوسط درجة الحرارة الصغرى °م (°ف)       | 16.9 (62.4)                | 16.5 (61.7)                | 15.0 (59.0)                | 12.8 (55.0)                | 8.7 (47.7)                 | 8.7 (47.7)                 | 5.9 (42.6)                 | 7.8 (46.0)                 | 11.7 (53.1)                | 15.2 (59.4)                | 16.5 (61.7)                | 16.9 (62.4)                | 12.7 (54.9)                |
| معدل هطول الأمطار مم (إنش)              | 158.7 (6.25)               | 119.1 (4.69)               | 62.6 (2.46)                | 29.1 (1.15)                | 5.3 (0.21)                 | 2.0 (0.08)                 | 0.5 (0.02)                 | 0.4 (0.02)                 | 5.4 (0.21)                 | 24.8 (0.98)                | 85.4 (3.36)                | 144.6 (5.69)               | 637.9 (25.11)              |
| متوسط الأيام الممطرة                    | 13                         | 10                         | 6                          | 3                          | 0                          | 0                          | 0                          | 0                          | 1                          | 4                          | 9                          | 13                         | 59                         |
| المصدر: المنظمة العالمية للأرصاد الجوية |                            |                            |                            |                            |                            |                            |                            |                            |                            |                            |                            |                            |                            |

## أعلام
- ريان كينغ
- جيستس ماجابي
- كريس بينيت
- سام لافي